# Right On (The Supremes)
Right On è un album del gruppo musicale R&B The Supremes, pubblicato nel 1970 dalla Motown.

## Tracce
1. Up the Ladder to the Roof
2. Then We Can Try Again
3. Everybody's Got the Right to Love
4. Wait a Minute Before You Leave Me
5. You Move Me
6. But I Love You More
7. I Got Hurt (Trying to Be the Only Girl in Your Life)
8. Baby Baby
9. Take a Closer Look at Me
10. Then I Met You
11. Bill, When are You Coming Back
12. The Loving Country

## Classifiche
| Classifica                      | Posizione più alta |
| ------------------------------- | ------------------ |
| U.S. Billboard 200              | 25                 |
| U.S. Billboard R&B Albums Chart | 4                  |